# Mondes possibles (film)
Pour les articles homonymes, voir Mondes possibles (homonymie).
Pour plus de détails, voir Fiche technique et Distribution.
Mondes possibles, ou Possible Worlds dans la version originale, est un film de science-fiction réalisé par Robert Lepage et présenté en 2000, adaptation de la pièce de théâtre éponyme de John Mighton (en).

## Synopsis
Le film suit fidèlement le script de la pièce.
George Barber (Tom McCamus) est un mathématicien qui rencontre régulièrement  la même femme, Joyce (Tilda Swinton), dans un bar. Quelquefois, elle est une scientifique, quelquefois une courtière en valeurs mobilières. Elle accepte ou repousse ses avances et semble ne jamais se souvenir de lui d'une fois à l'autre.
George a aussi un rêve où d'étranges individus déplacent des roches sur un promontoire rocheux, pendant qu'il est accompagné du Guide, qui est en réalité Kleber (Gabriel Gascon), un neuroscientitifique dans la vraie vie.
Deux détectives recherchent un meurtrier en série qui vole le cerveau de ses victimes. Ils interviewent le neuroscientiste à propos du meurtre de George, dont le cerveau est manquant. Le laboratoire de Kleber est rempli de cerveaux d'animaux reliés à des lumières rouges indiquant une activité cérébrale.
George et Joyce sont sur une plage. Une lumière rouge clignote au loin vers l'océan. Le neuroscientifique s'installe auprès d'une machine contenant un cerveau humain maintenu artificiellement en vie et tente d'influencer ses pensées.
George consulte un docteur à propos de ses rêves étranges. Le docteur n'est autre que le neuroscientifique.
Les deux détectives comprennent finalement que le neuroscientiste est le tueur en série et l'arrêtent. Ils avertissent Joyce Barber, la veuve de George dans la vraie vie, que son cerveau est encore vivant mais qu'il perçoit la vie dans un état de rêves discontinus.
La dernière scène montre George et Joyce encore sur la plage. Mais cette fois-ci, la lumière rouge à l'horizon s'éteint pour de bon. Il est suggéré que la vraie Joyce a décidé de terminer la vie du cerveau de son mari défunt, par compassion.

## Fiche technique
- Titre original : Possible World
- Titre français : Mondes possibles
- Réalisation : Robert Lepage
- Scénario : John Mighton
- Direction artistique : Collin Niemi
- Décors : François Séguin
- Costumes : Michèle Hamel
- Photographie : Jonathan Freeman
- Montage : Susan Shipton
- Pays d'origine : Canada
- Format : Couleurs - 35 mm - Dolby
- Genre : science-fiction
- Durée : 93 minutes
- Dates de sortie :
  -  Italie : 4 septembre 2000 (Mostra de Venise 2000)
  -  Canada : 12 septembre 2000 (Festival international du film de Toronto 2000)

## Distribution
Légende : V. Q. = Version Québécoise
- Tilda Swinton (V. Q. : Nathalie Coupal) : Joyce
- Tom McCamus (V. Q. : Daniel Picard) : George Barber
- Sean McCann (V. Q. : Hubert Fielden) : Inspecteur Berkley
- Gabriel Gascon (V. Q. : lui-même) : Kleber / le docteur
- Rick Miller (V. Q. : Antoine Durand) : Williams
- Griffith Brewer : gardien
- Daniel Brooks : Bob
- Daniel Brooks (V. Q. : Denis Mercier) : l'intervieweur